# Parc commémoratif du roi George V (Hong Kong)
Le parc commémoratif du roi George V (香港佐治五世紀念公園, King George V Memorial Park), est un parc public situé dans le quartier de Sai Ying Pun (zh) à Hong Kong et l'un des derniers de la ville à avoir conservé des symboles de la période coloniale britannique.
Il possède un terrain de basket, un terrain de football à surface dure, des aires de repos, des toilettes publiques et une garderie. Son accès se fait par Eastern Street (en) et Hospital Road (en).
Le complexe communautaire de Sai Ying Pun est situé près du parc.

## Histoire
Il y a deux parcs commémoratifs du roi George V à Hong Kong. L'un se trouve sur l'île de Hong Kong tandis que l'autre est situé dans le quartier de Jordan à Kowloon.
En 1936, après la mort du roi George V, des parcs sont prévus à la fois pour la ville de Victoria sur l'île de Hong Kong, dans les jardins et sur le site de l'une des ailes de l'hôpital civil, et un sur Canton Road (zh) à Kowloon, tous deux financés par l'abonnement public.
En juin 1941, le parc commémoratif de Kowloon est ouvert à côté de Canton Road. L'administrateur Norman Lockhart Smith (en) dirige la cérémonie d'ouverture. Une statue de George V est inaugurée au centre du parc. Durant l'occupation japonaise de Hong Kong, plusieurs installations sont détruites. Trois kiosques de style chinois sont construits après la Seconde Guerre mondiale. En 1941, le parc équivalent sur l'île de Hong Kong, initialement prévu sous le nom de « Terrain du roi George » (King George's Field) et adjacent à l'ancien hôpital civil, n'avait pas encore été construit.

## Construction de la ligne West Island
En mars 2004, le métro de Hong Kong modifie l'emplacement prévu de la station Sai Ying Pun (en) au sud-est de l'alignement initial vers une zone située sous le parc commémoratif du roi George V. Une source de la MTR Corporation révèle dans le journal Ming Pao que cet emplacement a été choisi pour éviter toute nuisance lors des travaux près des grands axes. L'emplacement servirait également mieux les résidents des niveaux intermédiaires. Une partie du parc est temporairement fermée au public pendant la durée de la construction.

## Galerie

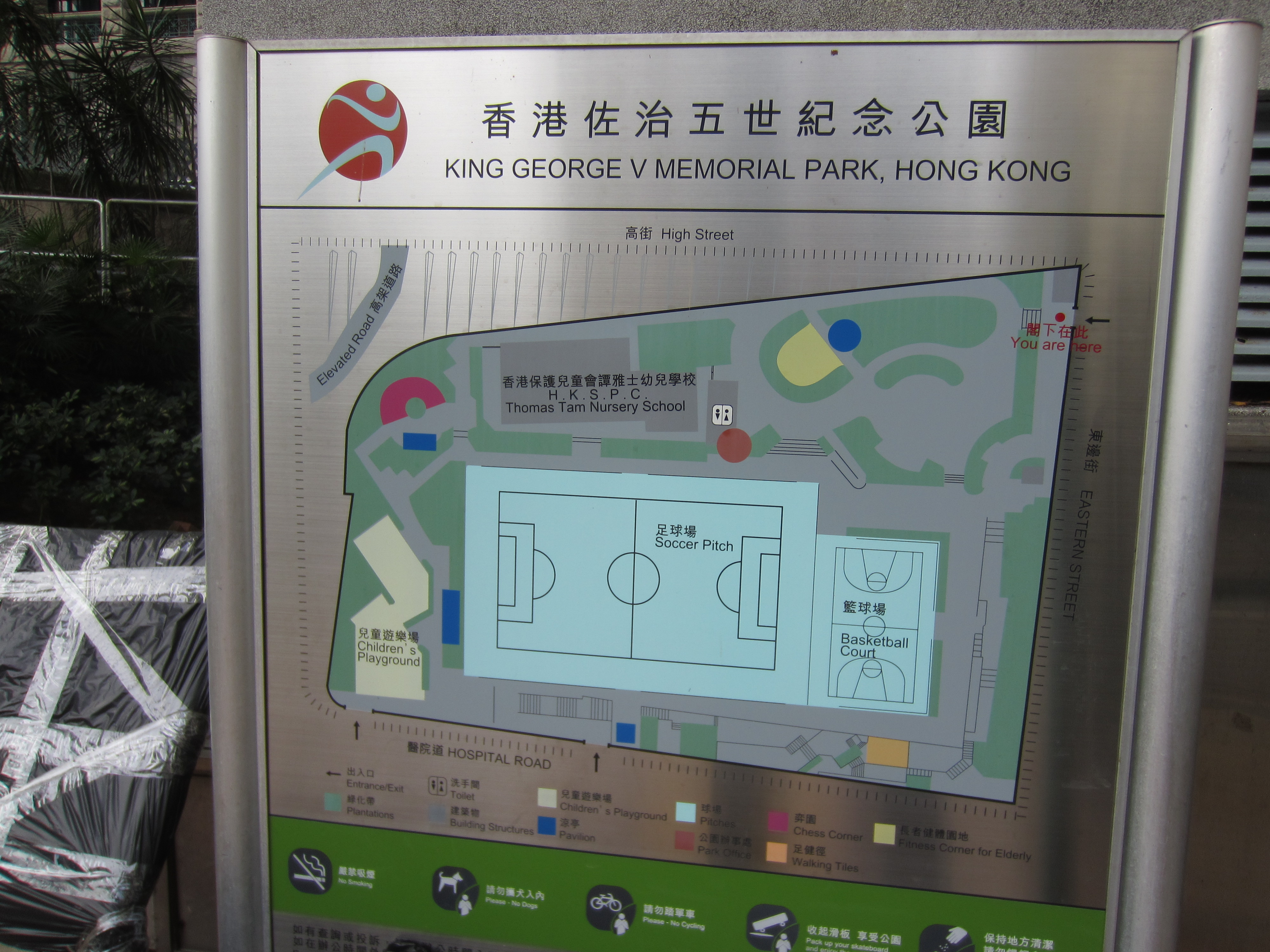
Plan du parc.
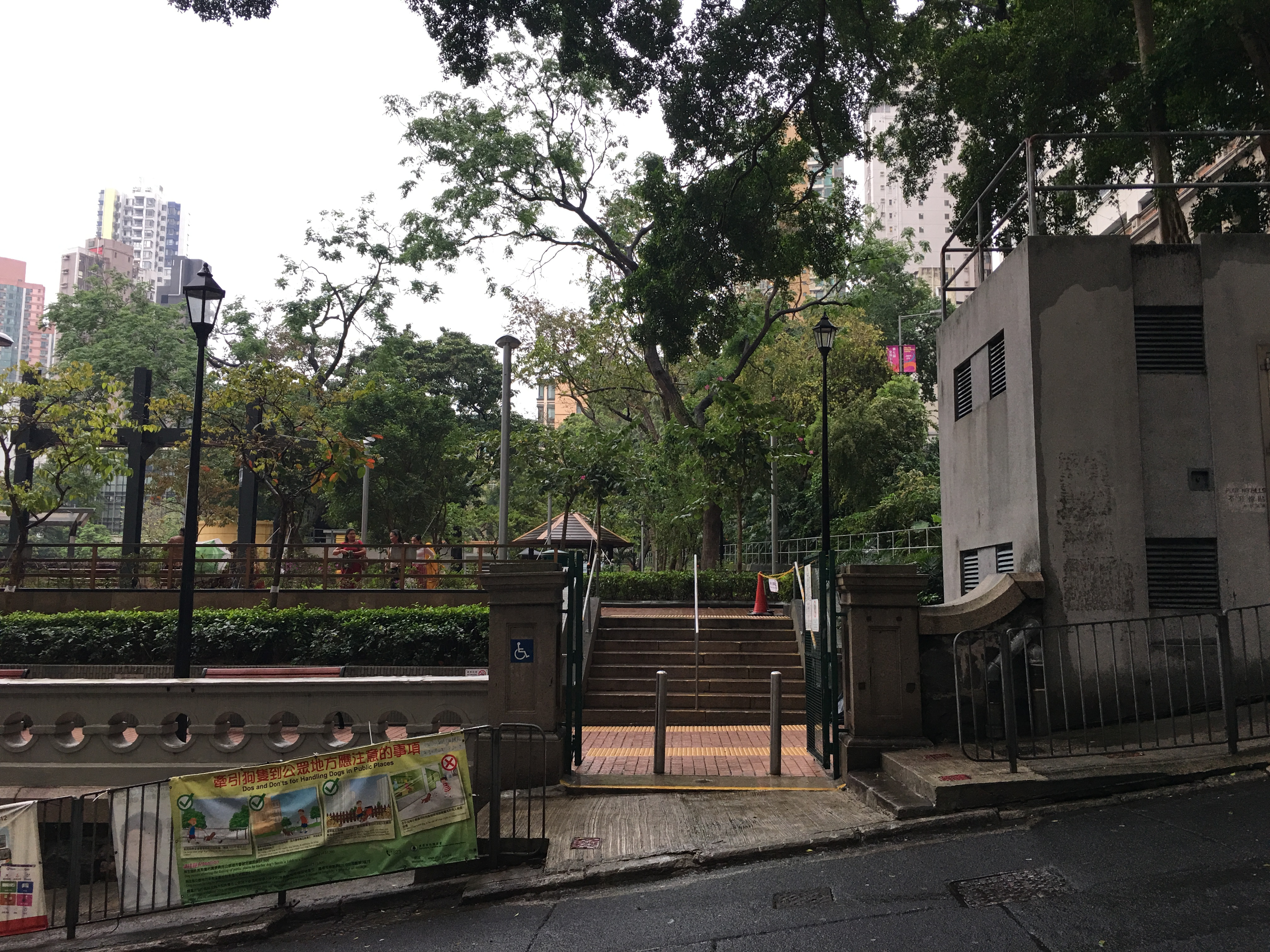
Entrée ouest.
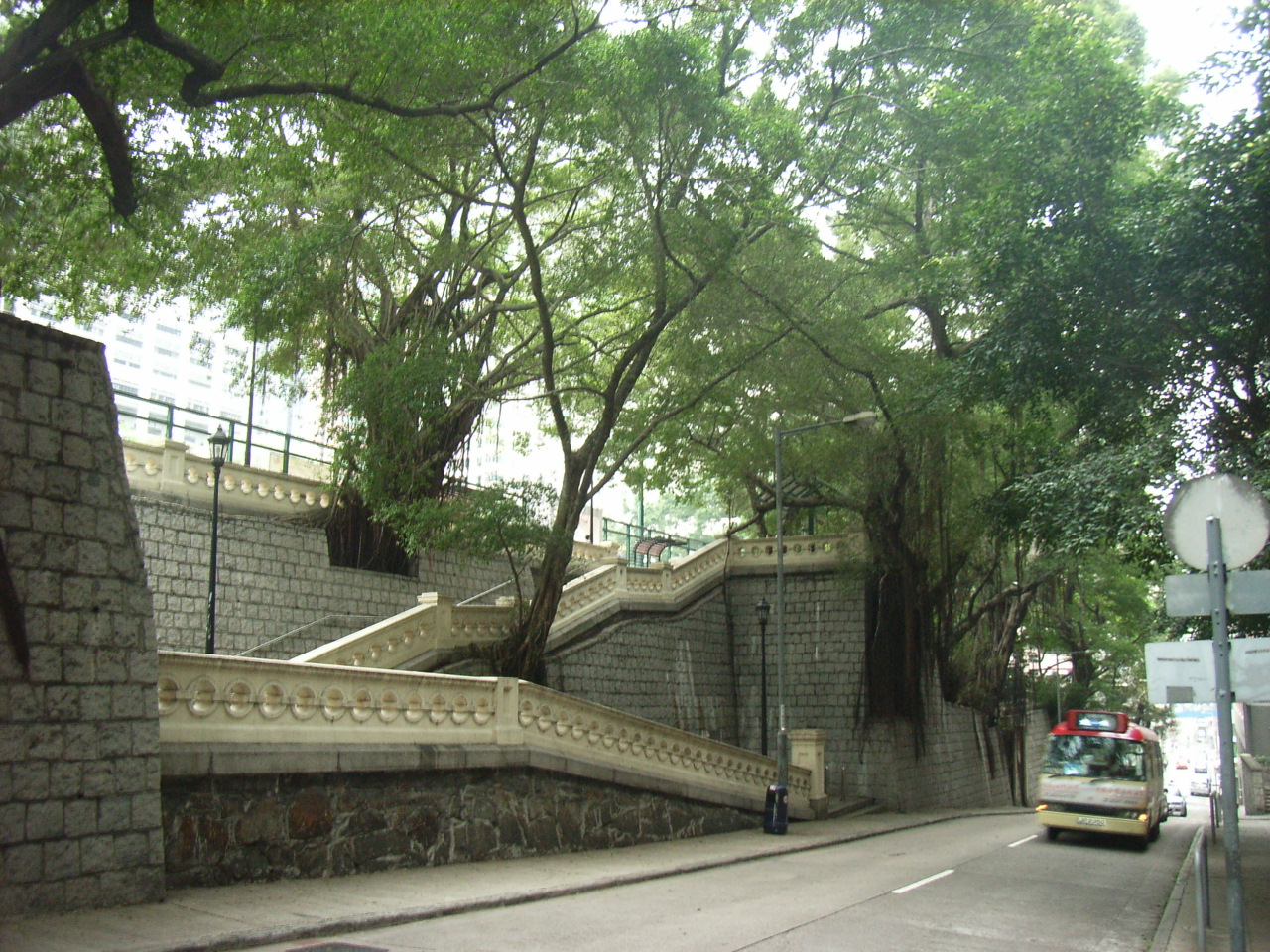
Autre entrée du parc.
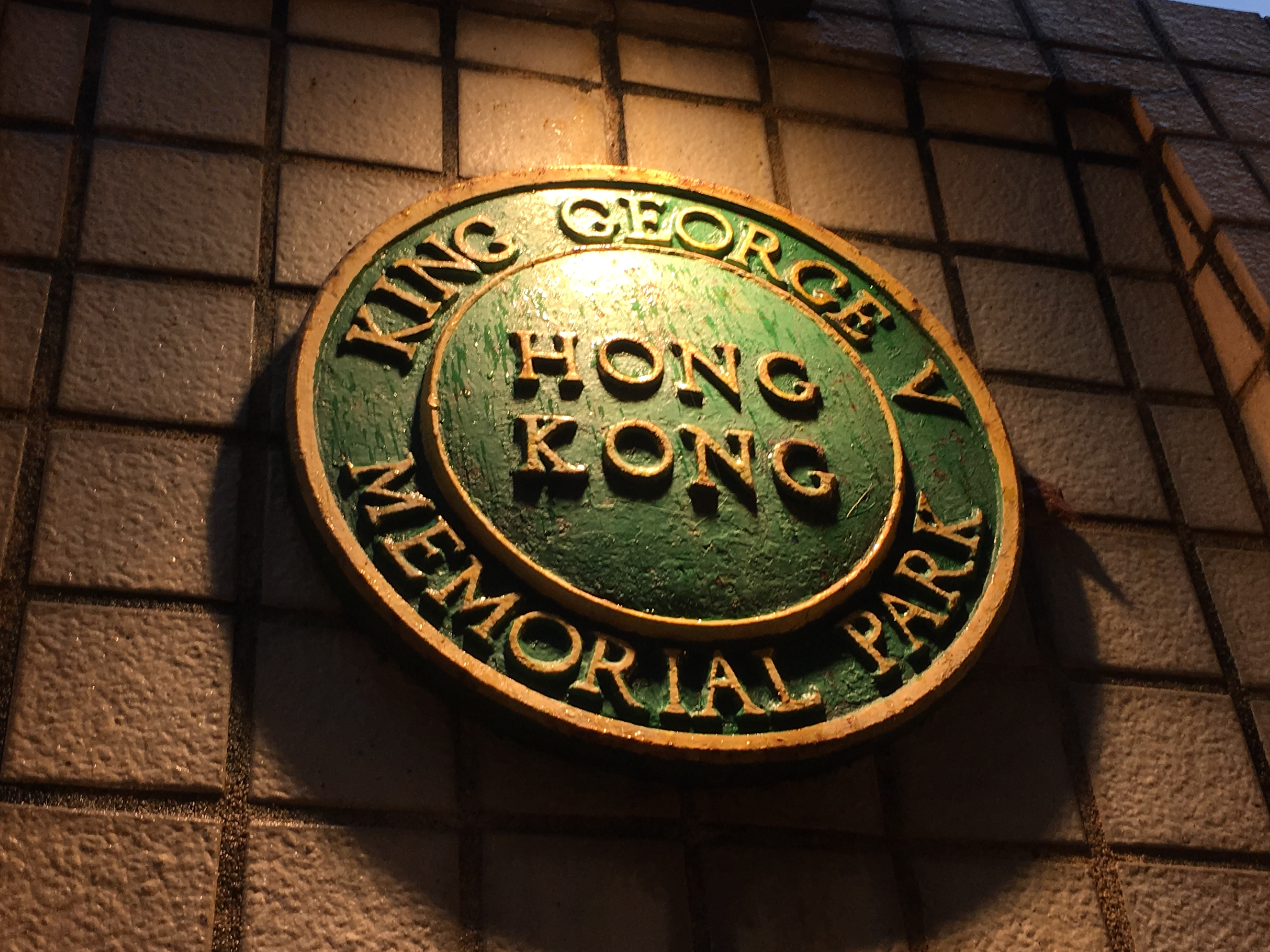
Sceau du parc.
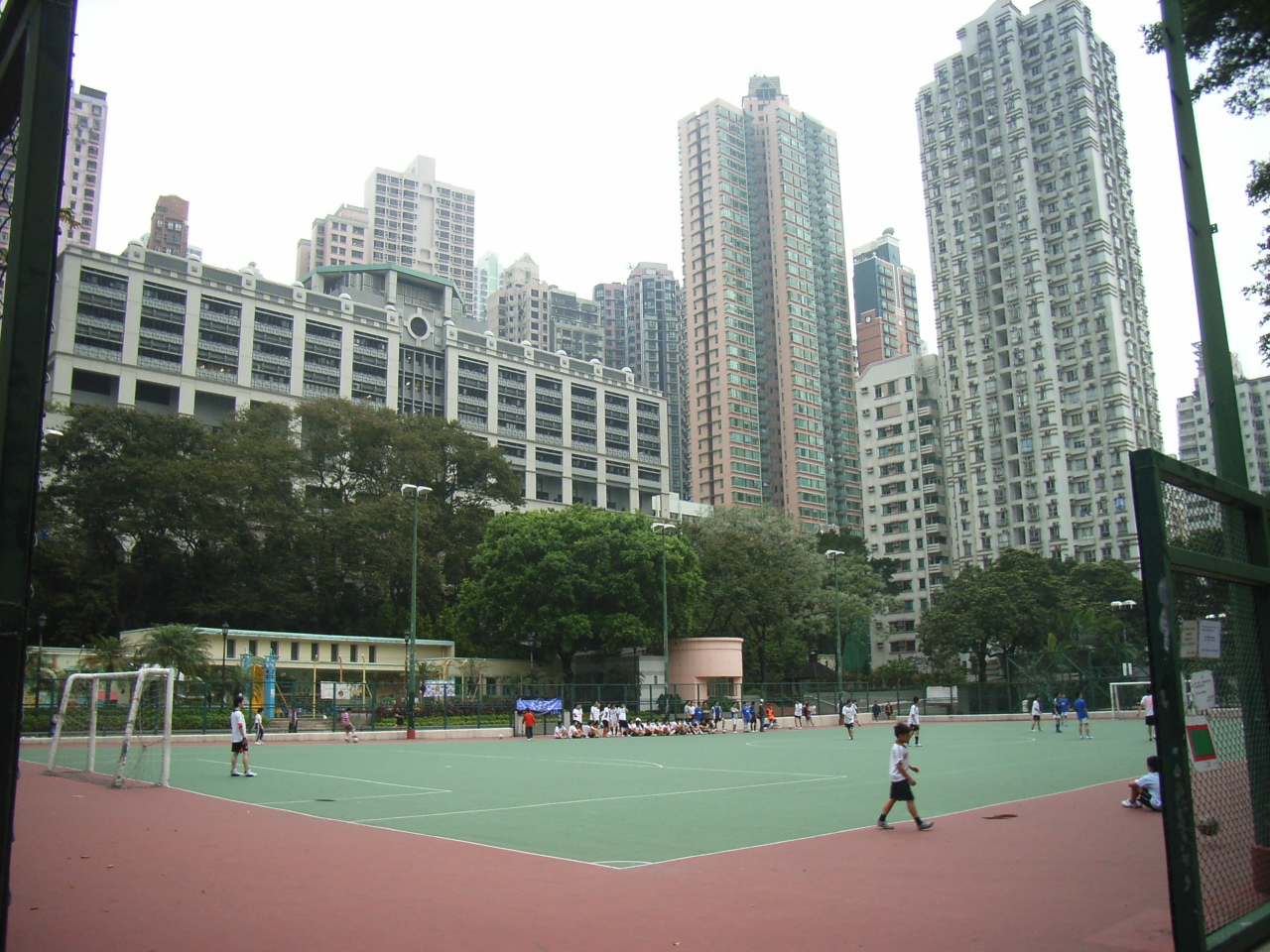
Le terrain de football.
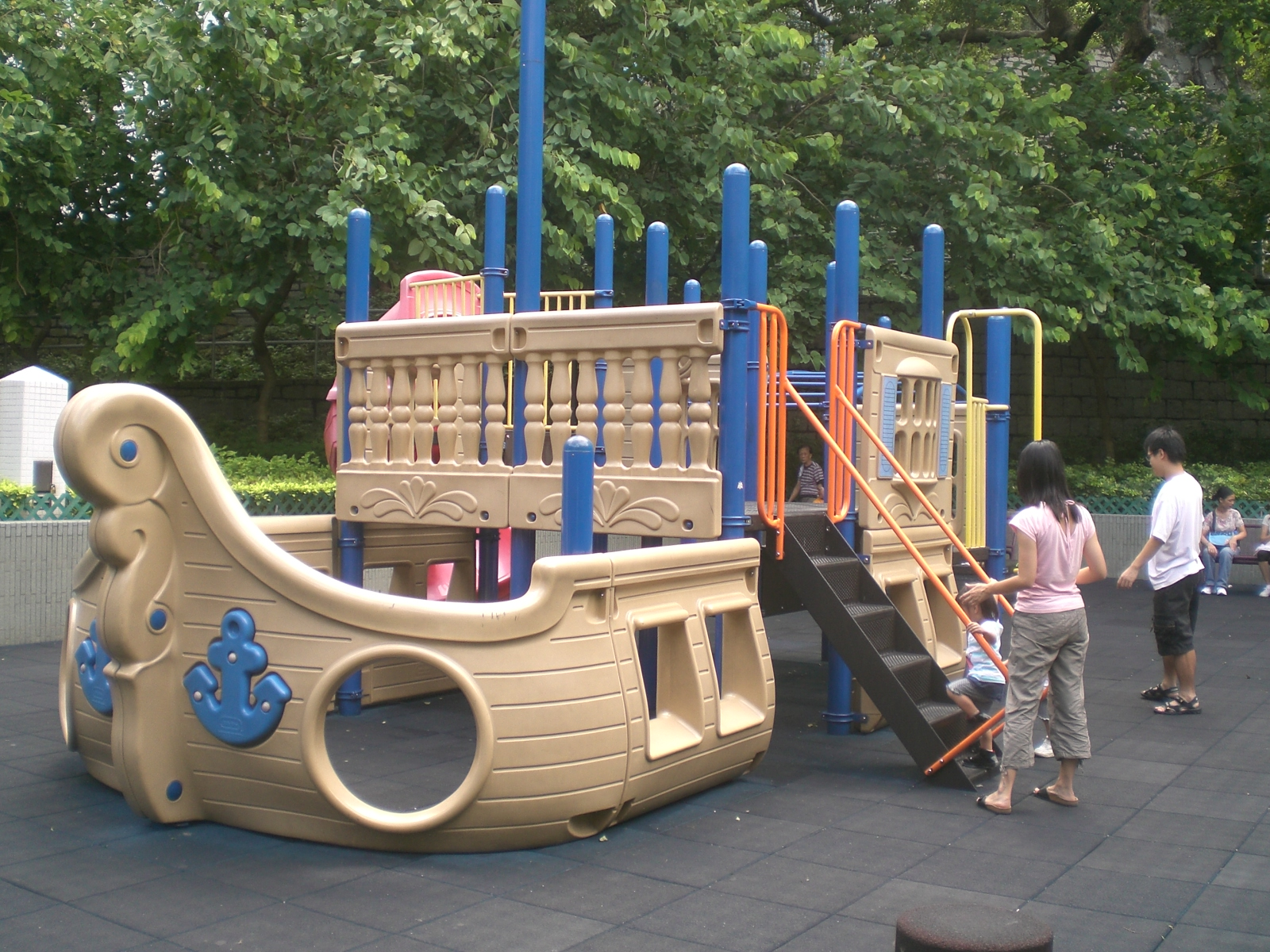
Aire de jeux pour les enfants.
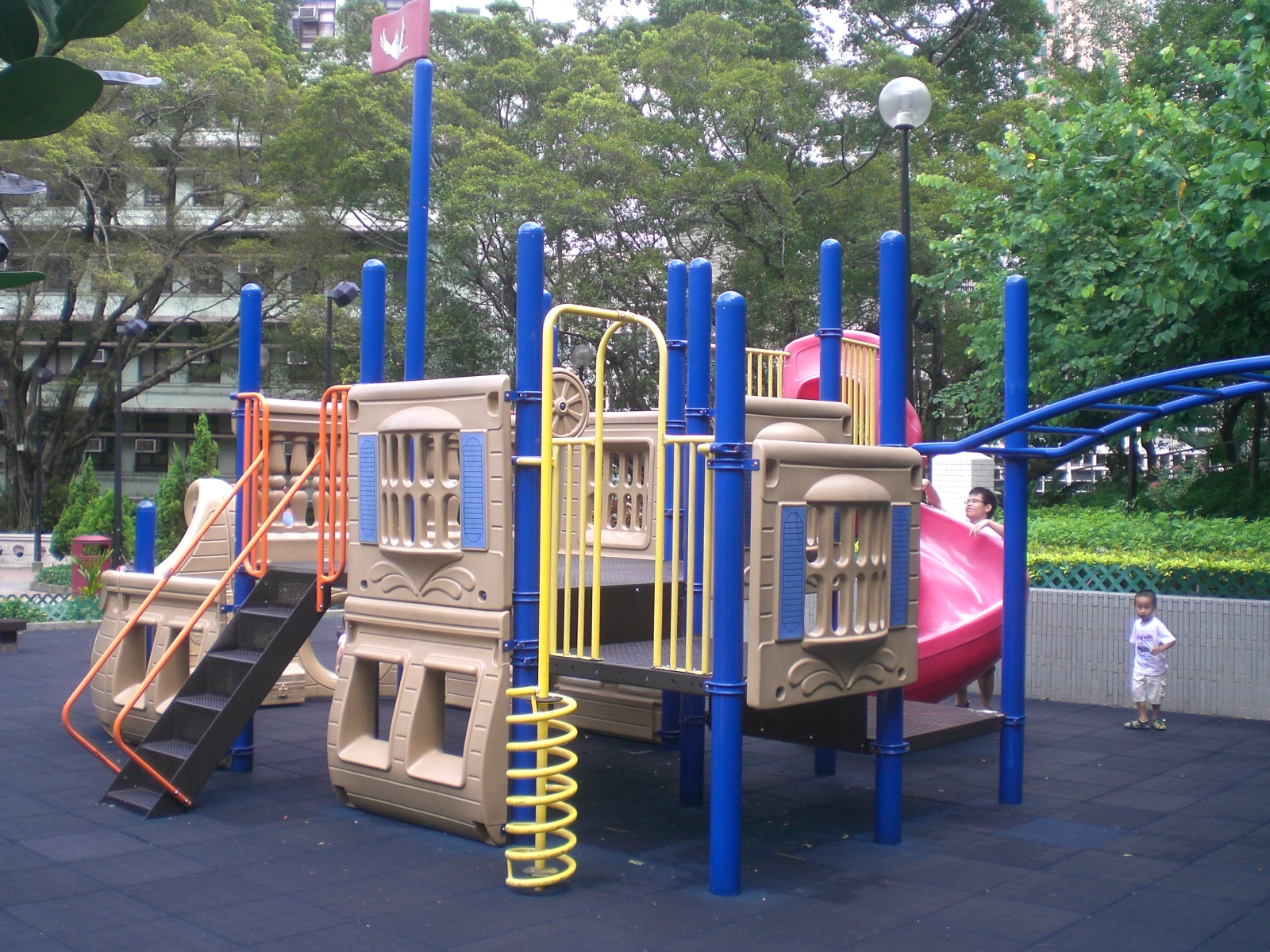
Autre aire de jeux pour les enfants.
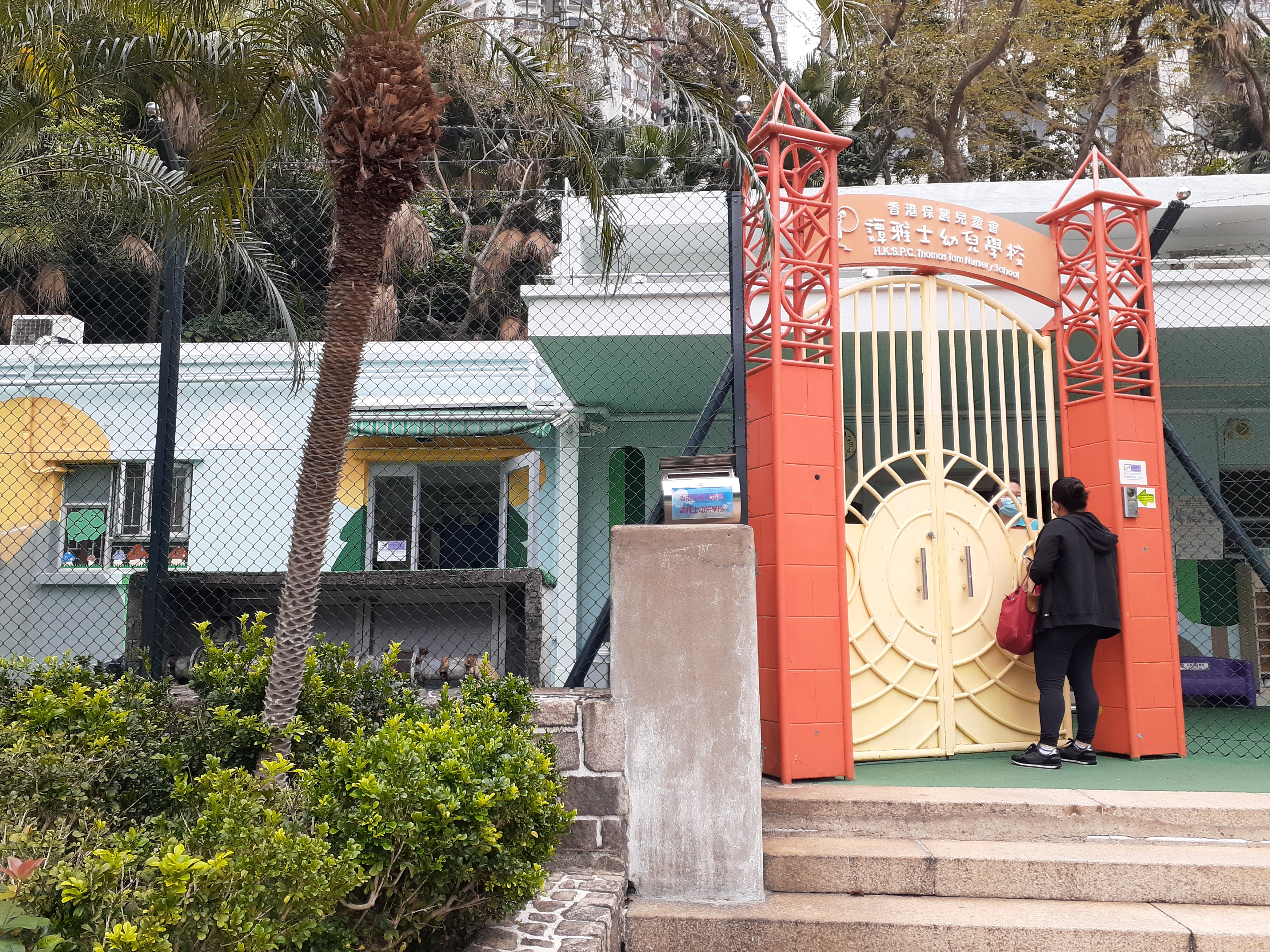
La garderie du parc.
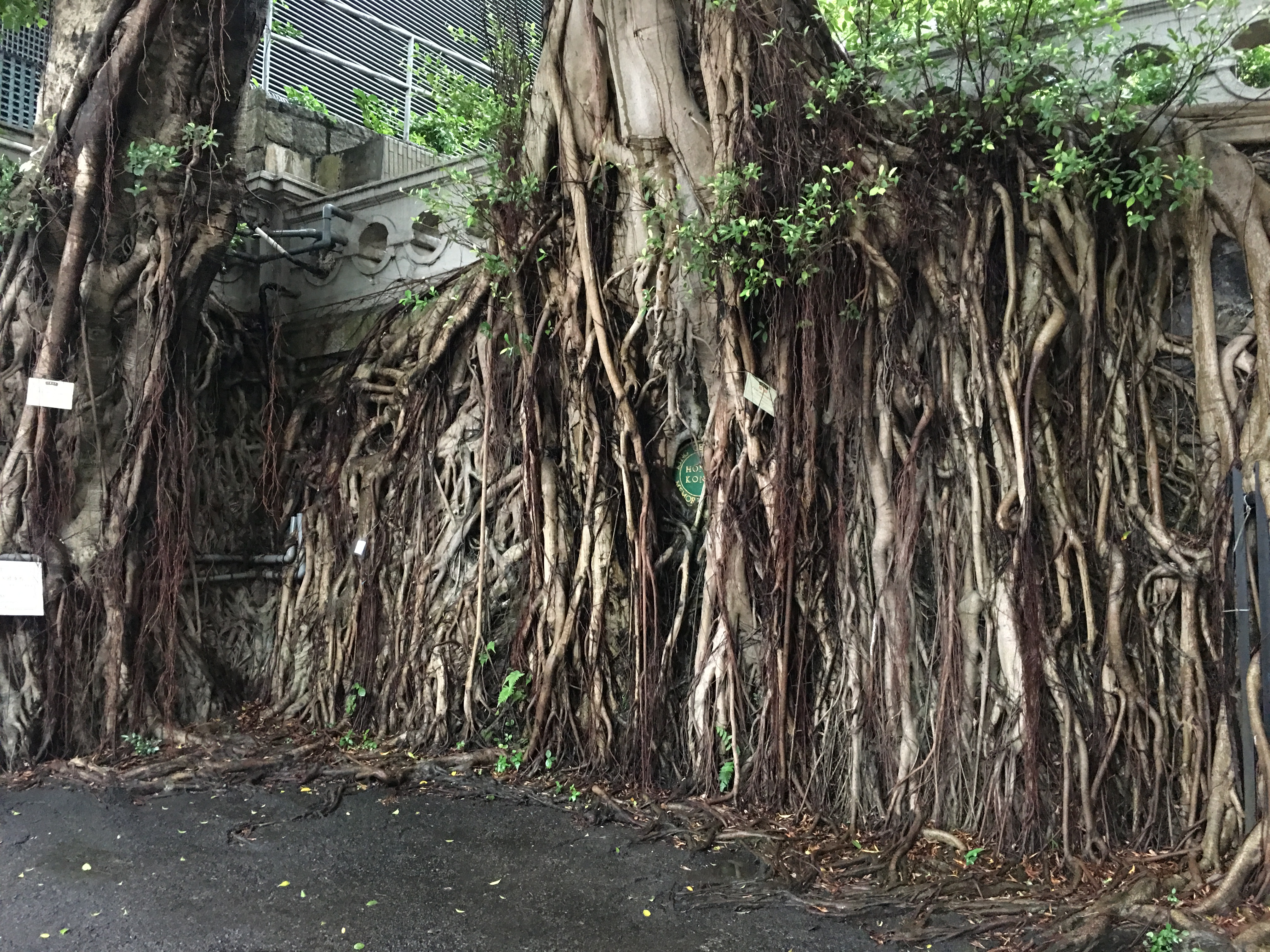
Murs colonisés par les arbres avec le sceau du parc toujours visible.
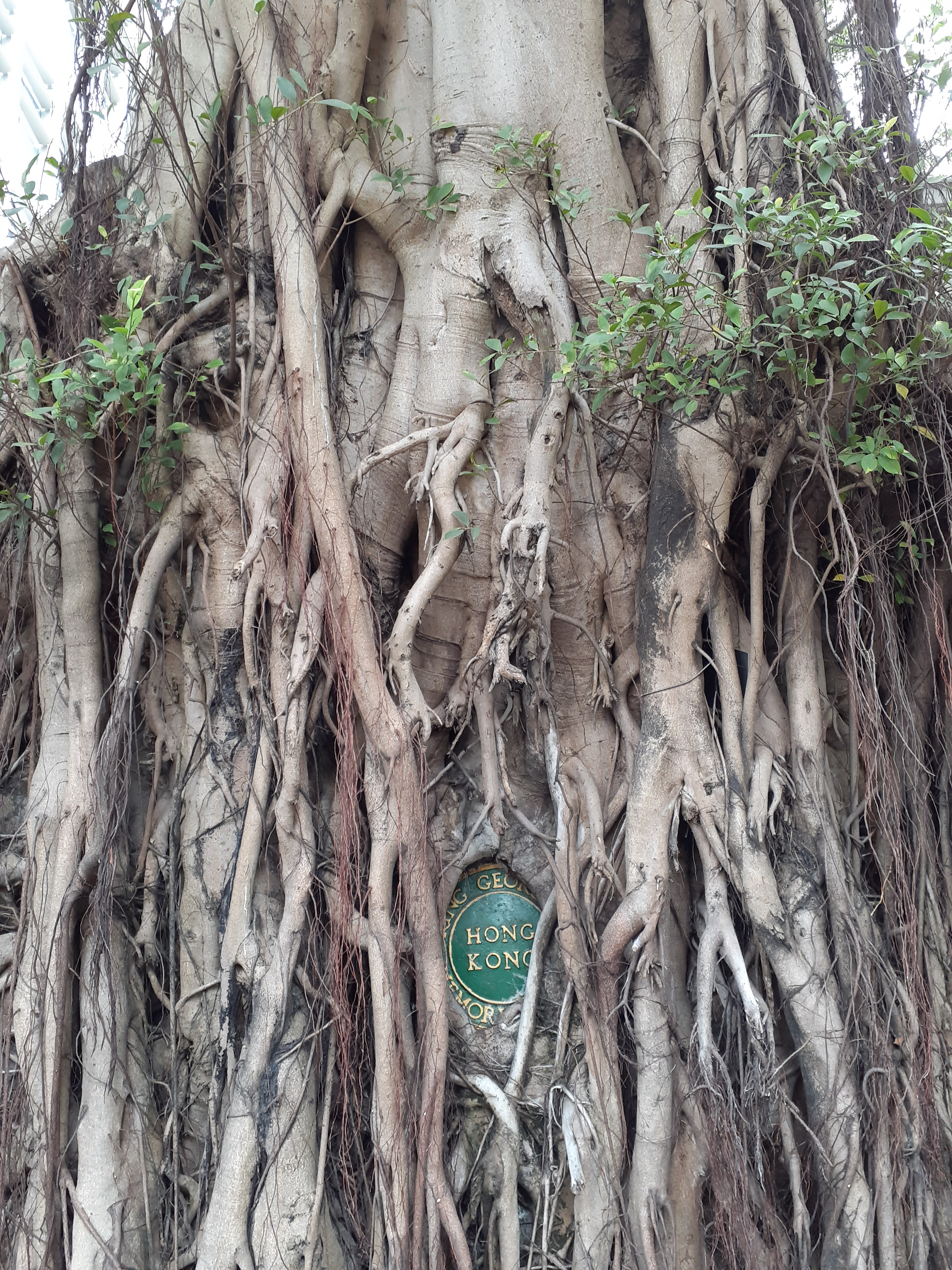
Encart sur le sceau du parc presque entièrement recouvert par des arbres poussant dans le mur.
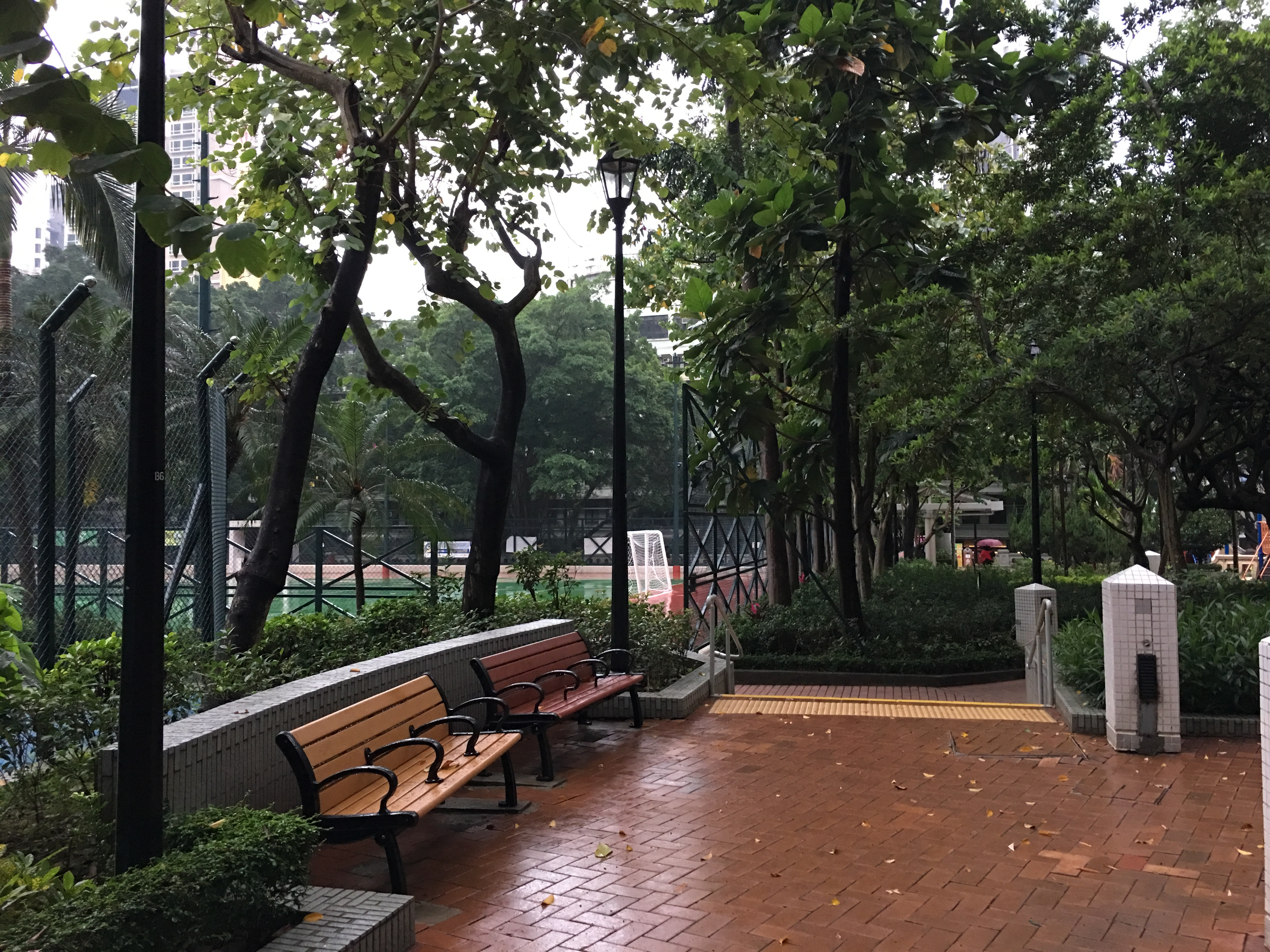
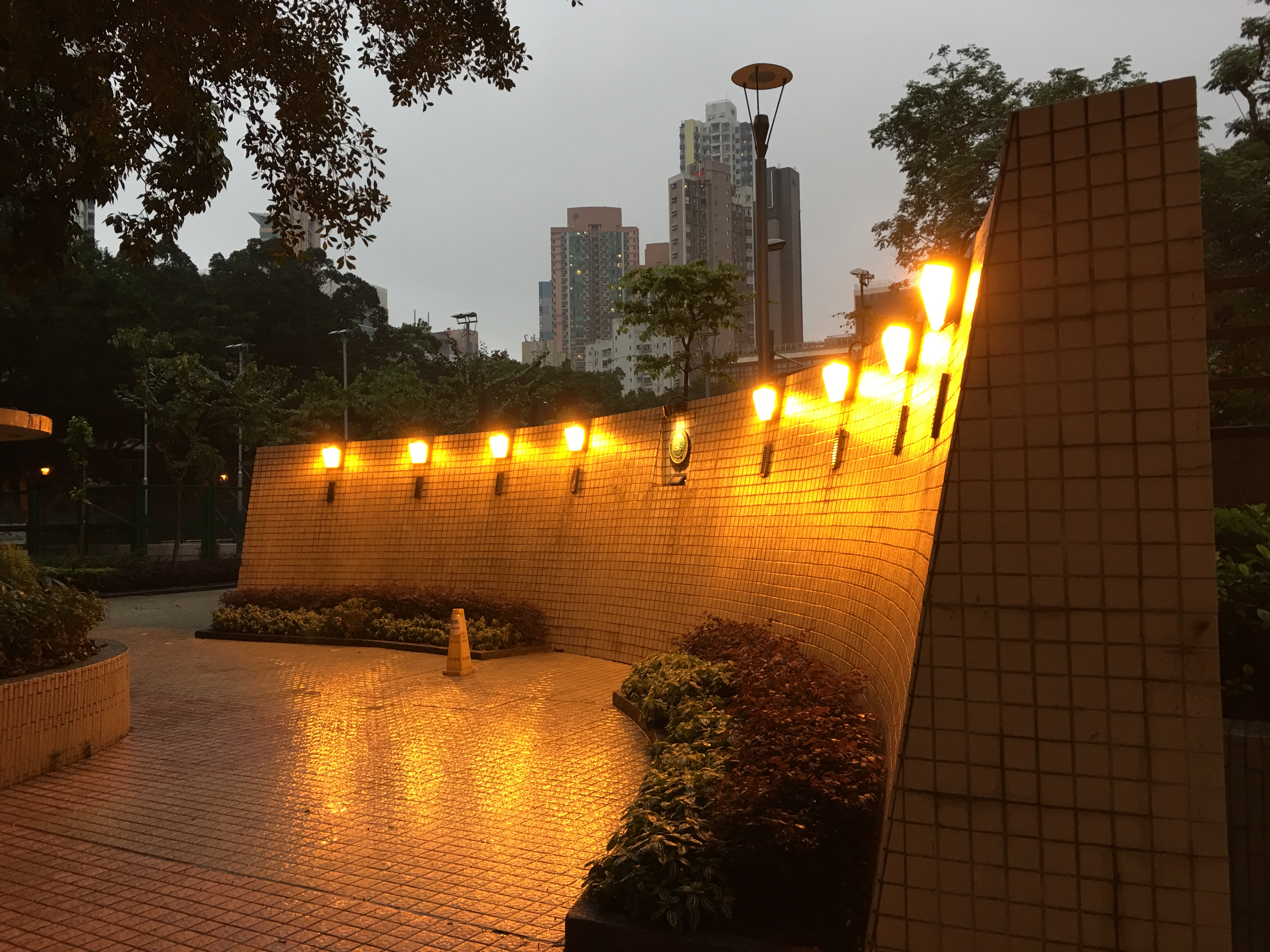